# Patinatge de velocitat als Jocs Olímpics d'hivern de 1952 - 500 metres masculins

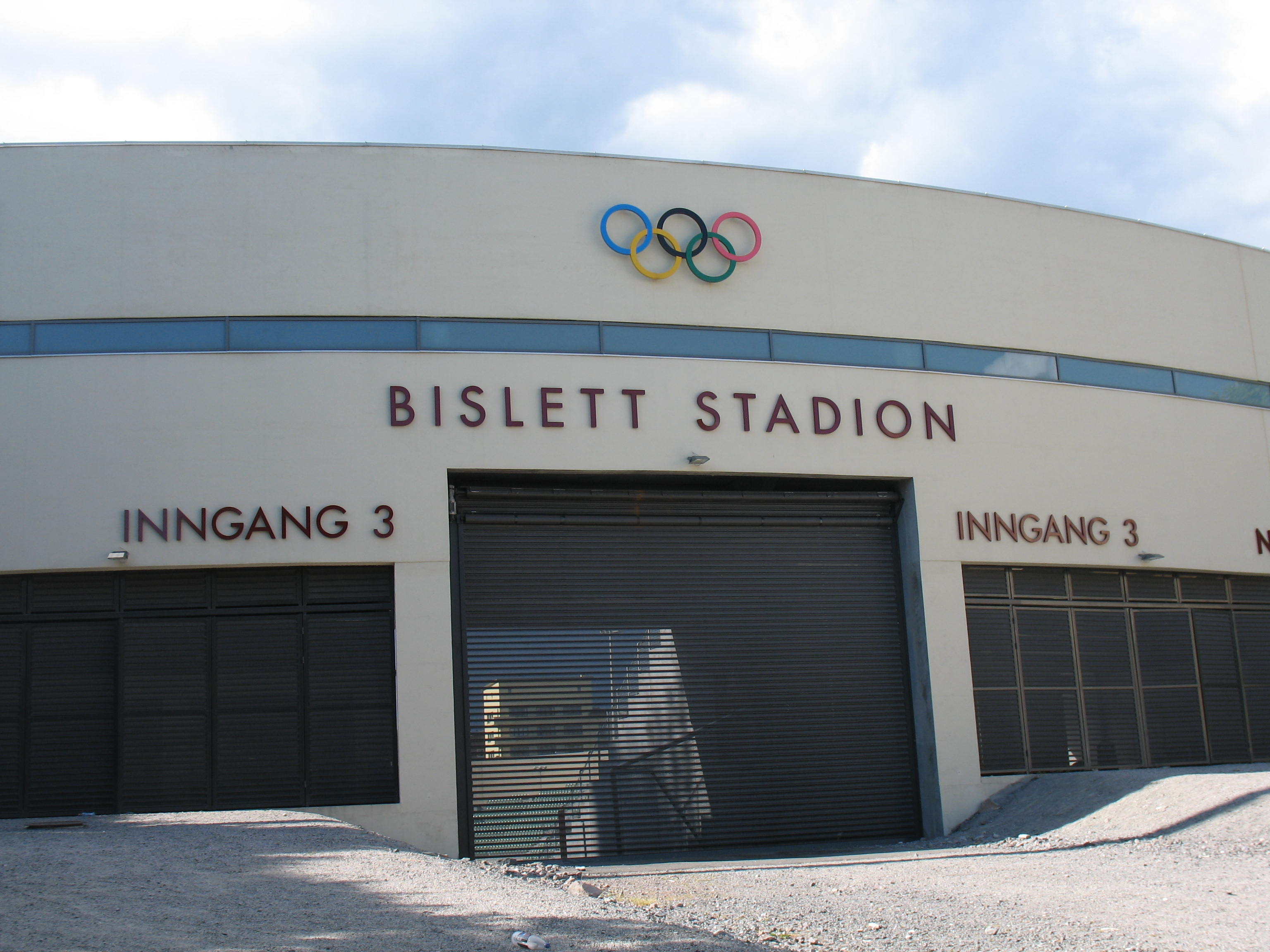
Imatge exterior de l'estadi Bislet.

Als Jocs Olímpics d'Hivern de 1952 celebrats a la ciutat d'Oslo (Noruega) es disputà una prova de patinatge de velocitat sobre gel sobre una distància de 500 metres. La competició se celebrà el dia 16 de febrer de 1952 a l'Estadi Olímpic d'Oslo.

## Comitès participants
Participaren 41 patinadors de velocitat de 14 comitès nacionals diferents.
| - Alemanya (1) - Austràlia (1) - Àustria (3) - Bèlgica (2) - Canadà (4) - Estats Units (4) - Finlàndia (4) |  | - Hongria (2) - Itàlia (2) - Japó (4) - Noruega (4) - Països Baixos (4) - Regne Unit (2) - Suècia (4) |

## Resum de medalles
| Or        | Argent        | Bronze        |
| Ken Henry | Don McDermott | Gordon Audley |
| Ken Henry | Don McDermott | Arne Johansen |

## Rècords
Rècords establerts anteriorment als Jocs Olímpics d'hivern de 1952.
| Rècord del món | 41.2 | Yuri Sergeev  | Medeo (URSS)       | 19 de gener de 1952 |
| Rècord olímpic | 43.1 | Finn Helgesen | Sankt Moritz (SUI) | 31 de gener de 1948 |

## Resultats
L'actual recòrdman Iuri Sergeev no competí, ja que la Unió Soviètica no participà en uns Jocs Olímpics d'Hivern fins al 1956.
| Posició | Patinador            | Temps |
| ------- | -------------------- | ----- |
| 1       | Ken Henry            | 43.2  |
| 2       | Don McDermott        | 43.9  |
| 3       | Gordon Audley        | 44.0  |
| 3       | Arne Johansen        | 44.0  |
| 5       | Finn Helgesen        | 44.0  |
| 6       | Hroar Elvenes        | 44.1  |
| 6       | Kiyotaka Takabayashi | 44.1  |
| 8       | Gerard Maarse        | 44.2  |
| 8       | Toivo Salonen        | 44.2  |
| 10      | Sigmund Søfteland    | 44.3  |
| 11      | Johnny Werket        | 44.5  |
| 12      | Masanori Aoki        | 44.8  |
| 12      | Mats Bolmstedt       | 44.8  |
| 12      | Frank Stack          | 44.8  |
| 15      | Robert Fitzgerald    | 44.9  |
| 15      | Sukenobu Kudo        | 44.9  |
| 15      | Craig MacKay         | 44.9  |
| 18      | Tsuneo Sato          | 45.2  |
| 19      | Cockie van der Elst  | 45.3  |
| 19      | Wim van der Voort    | 45.3  |
| 21      | Norman Holwell       | 45.4  |
| 21      | Kalevi Laitinen      | 45.4  |
| 23      | Gunnar Ström         | 45.6  |
| 24      | Kauko Salomaa        | 45.7  |
| 25      | Stig Lindberg        | 45.9  |
| 25      | Franz Offenberger    | 45.9  |
| 25      | Enrico Musolino      | 45.9  |
| 28      | Ferenc Lőrincz       | 46.1  |
| 29      | Colin Hickey         | 46.2  |
| 30      | Ralf Olin            | 46.5  |
| 31      | Bengt Malmsten       | 46.6  |
| 32      | József Merényi       | 46.7  |
| 33      | Theo Meding          | 46.8  |
| 34      | BillBill Jones       | 46.9  |
| 35      | Robert Laboubée      | 47.2  |
| 36      | Konrad Pecher        | 47.3  |
| 37      | Arthur Mannsbarth    | 47.6  |
| 38      | Guido Citterio       | 48.2  |
| 39      | Jean Massez          | 49.2  |
| —       | Jan Charisius        | NF    |
| —       | Lassi Parkkinen      | NF    |

El noruec Finn Helgesen no fou guardonat amb la medalla de bronze, tot i finalitzar amb el mateix temps, ja que entrà a meta per darrere d'Arne Johansen.